# Palazzo Municipale (Scandiano)

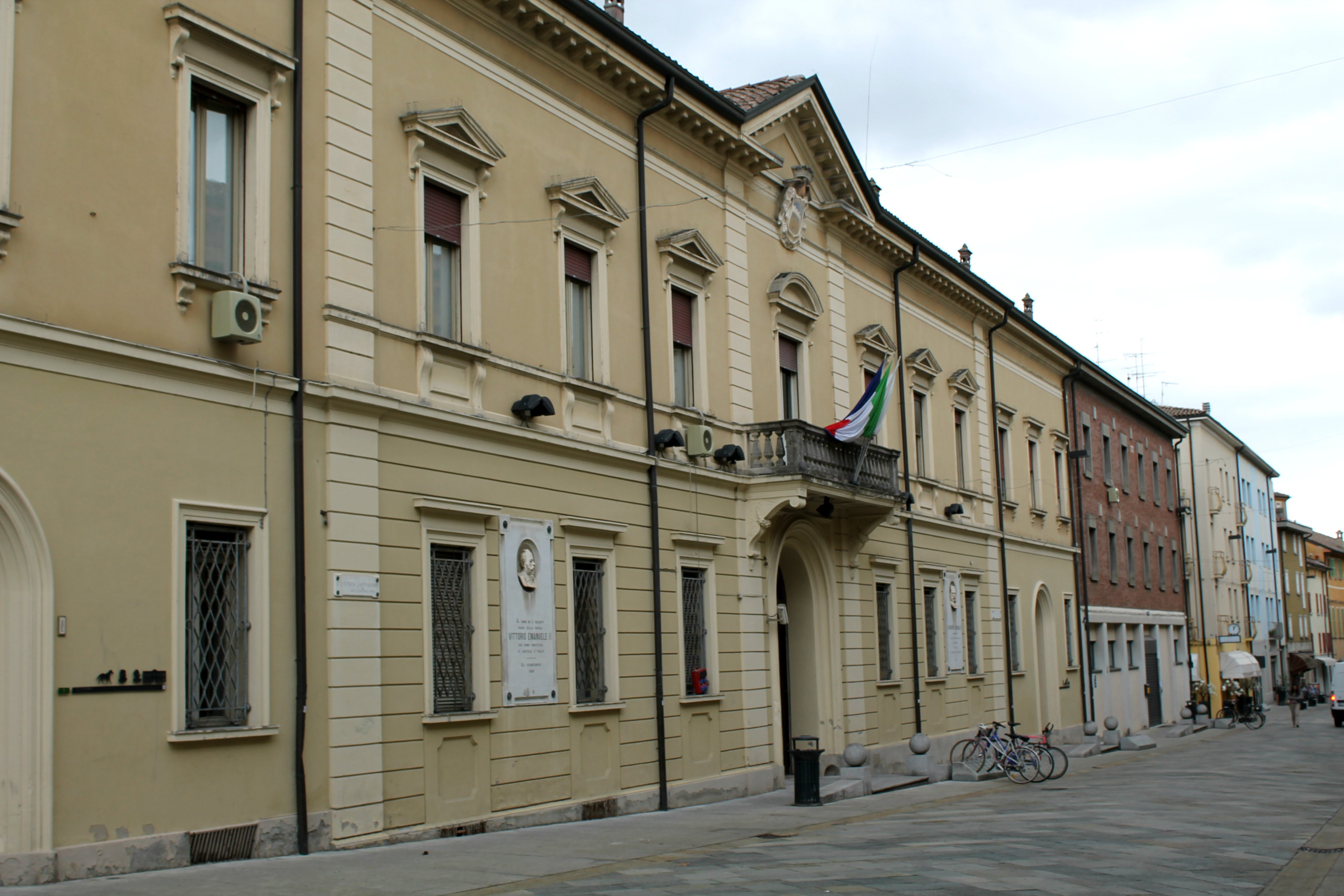
Palazzo Municipale in Scandiano

Der Palazzo Municipale ist ein Palast aus den 1910er-Jahren in Scandiano in der italienischen Region Emilia-Romagna. Er liegt in der Via Vallisneri 6 und ist Sitz der Gemeindeverwaltung.

## Beschreibung

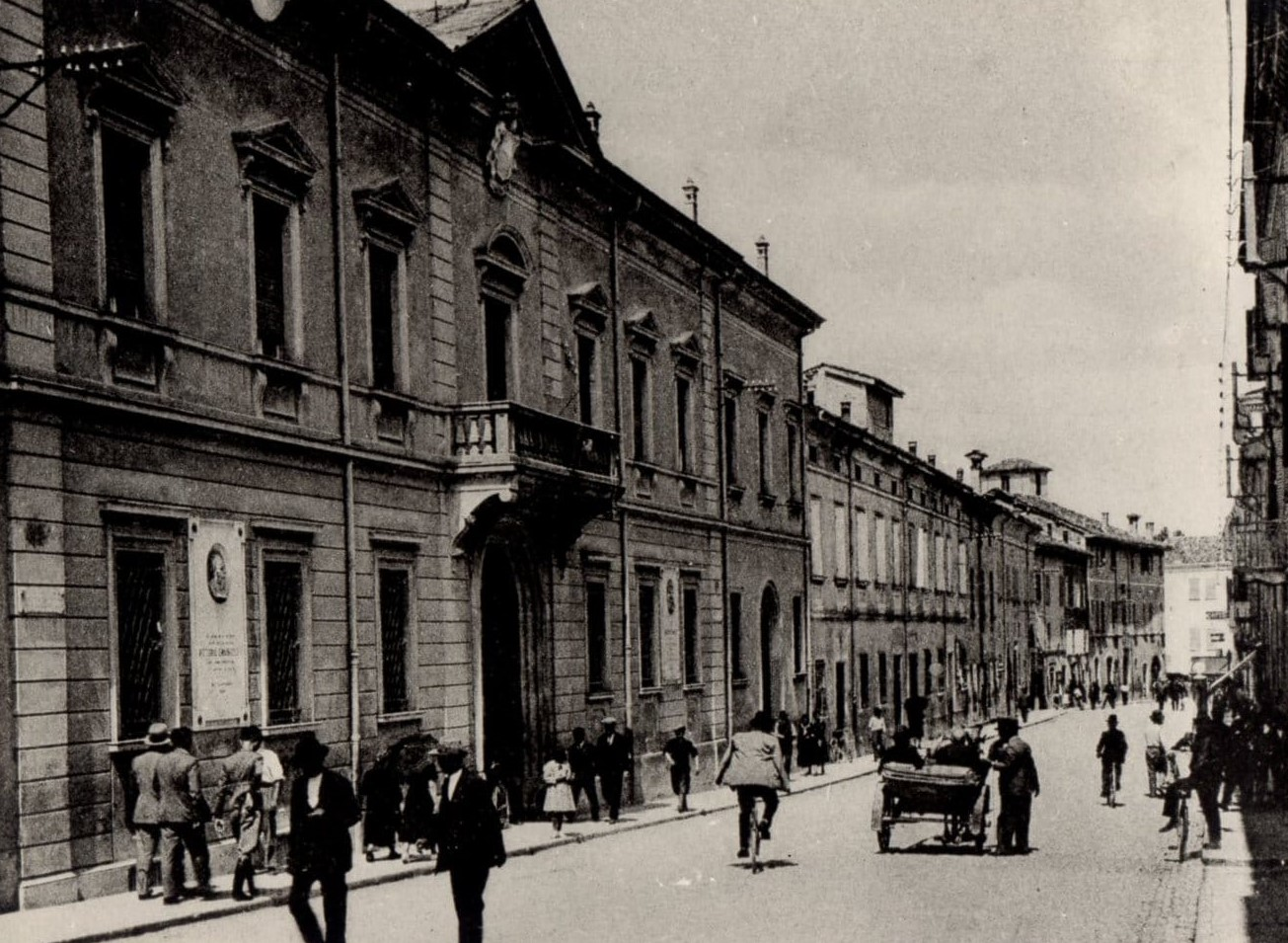
Palazzo Municipale im Jahre 1921

Das ursprüngliche Gebäude des Palazzo Municipale stammt aus dem 16. Jahrhundert, aber der heutige Palast ist das Ergebnis eines Umbaus unter der Leitung von Stanislao Cagliari, der 1912 abgeschlossen wurde. Das Bauwerk hat zwei Stockwerke, die sich durch die Art ihrer aufgereihten Fenster unterscheiden: Mit Gebälken versehen im Erdgeschoss und durch Tympana verziert im Obergeschoss. Sobald man den Eingang passiert hat, steht man vor einer mittig eingebauten Treppe mit zwei Zügen. Bemerkenswert sind auch die bildlichen Darstellungen der Wappen von Scandiano, von Reggio nell’Emilia, der Familie Boiardo und der Familie Da Fogliano.
Im Inneren des Palastes, das öffentlich zugänglich ist, gibt es zwei Fresken aus dem 16. Jahrhundert (von denen eines ursprünglich vom Torre Civica stammt). Dort sind die heilige Katharina, die Schutzpatronin von Scandiano, und sechs Gipsbüsten des Bildhauers Luigi Mainoni dargestellt. Die Büsten zeigen verschiedene Honoratioren von Scandiano, darunter Matteo Maria Boiardo, Cesare Magati, Antonio Vallisneri und Lazzaro Spallanzani.